# Cuscús comú oriental
El cuscús comú oriental (Phalanger intercastellanus) és una espècie de marsupial de la família dels falangèrids. Viu a Papua Nova Guinea.